# Servizio sanitario del Veneto
Il Servizio sanitario del Veneto è il servizio sanitario regionale della Regione Veneto. Attualmente comprende nove Aziende sanitarie, due Aziende ospedaliere, Padova e Verona, e l'IRCCS Istituto Oncologico Veneto. A coordinamento di tutte le strutture sanitaria è la cosiddetta "Azienda Zero".

## Storia

### 1979-1994
Con la Legge Regionale 78/1979, che sostanzialmente attuava la Legge dello Stato italiano 833/1978, venivano individuati trentun ambiti territoriali delle Unità Sanitarie Locali.
| Unità Sanitaria Locale | Comuni appartenenti |
| ---------------------- | --- |
| 1                      | Auronzo di Cadore, Borca di Cadore, Calalzo di Cadore, Cibiana di Cadore, Comelico Superiore, Cortina d'Ampezzo, Danta, Domegge di Cadore, Lorenzago di Cadore, Lozzo di Cadore, Perarolo di Cadore, Pieve di Cadore, S. Nicolò di Comelico, S. Pietro di Cadore, S. Stefano di Cadore, S. Vito di Cadore, Sappada, Valle di Cadore, Vigo di Cadore, Vodo di Cadore                                                                                                   |
| 2                      | Agordo, Alleghe, Canale d'Agordo, Cencenighe Agordino, Colle S. Lucia, Falcade, Gosaldo, La Valle Agordina, Livinallongo del Col di Lana, Rivamonte Agordino, Rocca Pietore, S. Tomaso Agordino, Selva di Cadore, Taibon Agordino, Vallada Agordina, Voltago Agordino |
| 3                      | Belluno, Castello Lavazzo, Chies d'Alpago, Farra d'Alpago, Forno di Zoldo, Lentiai, Limana, Longarone, Mel, Ospitale di Cadore, Pieve d'Alpago, Ponte nelle Alpi, Puos d'Alpago, Sedico, Sospirolo, Soverzene, Tambre, Trichiana, Zoldo Alto, Zoppè di Cadore |
| 4                      | Alano di Piave, Arsiè, Cesiomaggiore, Feltre, Fonzaso, Lamon, Pedavena, Quero, San Gregorio nelle Alpi, Santa Giustina, Seren del Grappa, Sovramonte, Vas |
| 5                      | Asiago, Bassano del Grappa, Campolongo sul Brenta, Cartigliano, Cassola, Cismon del Grappa, Conco, Enego, Foza, Gallio, Lusiana, Marostica, Mason Vicentino, Molvena, Mussolente, Nove, Pianezze, Pove del Grappa, Roana, Romano d'Ezzelino, Rosà , Rossano Veneto, Rotzo, San Nazario, Schiavon, Solagna, Tezze sul Brenta, Valstagna |
| 6                      | Arsiero, Breganze, Caltrano, Calvene, Carrè , Chiuppano, Cogollo del Cengio, Fara Vicentino, Laghi, Lastebasse, Lugo di Vicenza, Malo, Marano Vicentino, Montecchio Precalcino, Monte di Malo, Pedemonte, Piovene Rocchette, Posina, Salcedo, Santorso, San Vito di Leguzzano, Sarcedo, Schio, Thiene, Tonezza del Cimone, Torrebelvicino, Valdastico, Valli del Pasubio, Velo d'Astico, Villaverla, Zanè , Zugliano                                                  |
| 7                      | Altissimo, Arzignano, Brendola, Brogliano, Castelgomberto, Chiampo, Cornedo Vicentino, Crespadoro, Gambellara, Montebello Vicentino, Montecchio Maggiore, Montorso Vicentino, Nogarole Vicentino, Recoaro Terme, S. Pietro Mussolino, Sovizzo, Trissino, Valdagno, Zermeghedo |
| 8                      | Altavilla Vicentina, Arcugnano, Bolzano Vicentino, Bressanvido, Caldogno, Camisano Vicentino, Castegnero, Costabissara, Creazzo, Dueville, Gambugliano, Grisignano di Zocco, Grumolo delle Abbadesse, Isola Vicentina, Longare, Montegalda, Montegaldella, Monteviale, Monticello Conte Otto, Pozzoleone, Quinto Vicentino, Sandrigo, Torri di Quartesolo, Vicenza |
| 9                      | Agugliaro, Albettone, Alonte, Asigliano Veneto, Barbarano Vicentino, Campiglia dei Berici, Grancona, Lonigo, Mossano, Nanto, Noventa Vicentina, Orgiano, Poiana Maggiore, San Germano dei Berici, Sarego, Sossano, Villaga, Zovencedo |
| 10                     | Arcade, Breda di Piave, Carbonera, Casale sul Sile, Casier, Istrana, Maserada di Piave, Monastier di Treviso, Morgano, Paese, Ponzano Veneto, Povegliano, Preganziol, Quinto di Treviso, Roncade, San Biagio di Callalta, Silea, Spresiano, Treviso, Villorba, Zero Branco |
| 11                     | Cessalto, Chiarano, Cimadolmo, Fontanelle, Gorgo al Monticano, Mansuè , Meduna di Livenza, Motta di Livenza, Oderzo, Ormelle, Ponte di Piave, Portobuffolé , Salgareda, San Polo di Piave |
| 12                     | Cappella Maggiore, Cison di Valmarino, Codognè, Colle Umberto, Conegliano, Cordignano, Farra di Soligo, Follina, Fregona, Gaiarine, Godega di Sant'Urbano, Mareno di Piave, Miane, Moriago della Battaglia, Orsago, Pieve di Soligo, Refrontolo, Revine Lago, San Fior, San Pietro di Feletto, Santa Lucia di Piave, San Vendemiano, Sarmede, Segusino, Sernaglia della Battaglia, Susegana, Tarzo, Valdobbiadene, Vidor, Vittorio Veneto, Vazzola                    |
| 13                     | Altivole, Asolo, Borso del Grappa, Caerano San Marco, Castelcucco, Castelfranco Veneto, Castello di Godego, Cavaso del Tomba, Cornuda, Crespano del Grappa, Crocetta del Montello, Fonte, Giavera del Montello, Loria, Maser, Monfumo, Montebelluna, Nervesa della Battaglia, Paderno del Grappa, Pederobba, Possagno, Resana, Riese Pio X, San Zenone degli Ezzelini, Trevignano, Vedelago, Volpago del Montello                                                     |
| 14                     | Annone Veneto, Caorle, Cinto Caomaggiore, Concordia Sagittaria, Fossalta di Portogruaro, Gruaro, Portogruaro, Pramaggiore, San Michele al Tagliamento, San Stino di Livenza, Teglio Veneto |
| 15                     | Ceggia, Eraclea, Fossalta di Piave, Iesolo, Meolo, Musile di Piave, Noventa di Piave, San Donà di Piave, Torre di Mosto, Zenson di Piave |
| 16                     | Marcon, Mogliano Veneto, Quarto d'Altino, Venezia |
| 17                     | Martellago, Mirano, Noale, Salzano, Santa Maria di Sala, Scorzè , Spinea |
| 18                     | Campagna Lupia, Camponogara, Dolo, Fiesso d'Artico, Fossò , Mira, Pianiga, Stra, Vigonovo |
| 19                     | Campodoro, Campo San Martino, Carmignano di Brenta, Cittadella, Curtarolo, Fontaniva, Galliera Veneta, Gazzo, Grantorto, Limena, Piazzola sul Brenta, San Giorgio in Bosco, San Martino di Lupari, San Pietro in Gù, Tombolo, Villafranca Padovana |
| 20                     | Borgoricco, Cadoneghe, Campodarsego, Camposampiero, Loreggia, Massanzago, Piombino Dese, San Giorgio delle Pertiche, Santa Giustina in Colle, Trebaseleghe, Vigodarzere, Vigonza, Villa del Conte, Villanova di Camposampiero |
| 21                     | Abano Terme, Albignasego, Casalserugo, Cervarese Santa Croce, Mestrino, Montegrotto Terme, Noventa Padovana, Padova, Ponte San Nicolò , Rovolon, Rubano, Saccolongo, Saonara, Selvazzano Dentro, Teolo, Torreglia, Veggiano |
| 22                     | Baone, Barbona, Carceri, Casale di Scodosia, Castelbaldo, Cinto Euganeo, Este, Granze, Lozzo Atestino, Masi, Megliadino San Fidenzio, Megliadino San Vitale, Merlara, Montagnana, Ospedaletto Euganeo, Piacenza d'Adige, Ponso, Saletto, Sant'Elena, Santa Margherita d'Adige, Sant'Urbano, Urbana, Vescovana, Vighizzolo d'Este, Villa Estense, Vo |
| 23                     | Agna, Anguillara Veneta, Arquà Petrarca, Arre, Arzergrande, Bagnoli di Sopra, Battaglia Terme, Bovolenta, Brugine, Campolongo Maggiore, Candiana, Carrara S. Giorgio, Carrara Santo Stefano, Cartura, Codevigo, Cona, Conselve, Correzzola, Galzignano Terme, Legnaro, Maserà di Padova, Monselice, Pernumia, Piove di Sacco, Polverara, Pontelongo, Pozzonovo, San Pietro Viminario, Sant'Angelo di Piove di Sacco, Solesino, Stanghella, Terrassa Padovana, Tribano |
| 24                     | Arcole, Badia Calavena, Belfiore, Caldiero, Cazzano di Tramigna, Colognola ai Colli, Illasi, Lavagno, Mezzane di Sotto, Montecchia di Crosara, Monteforte d'Apone, Roncà, San Bonifacio, San Giovanni Ilarione, San Mauro di Saline, Selva di Progno, Soave, Tregnago, Velo Veronese, Vestenanova |
| 25                     | Bosco Chiesanuova, Buttapietra, Castel d'Azzano, Cerro Veronese, Erbezzo, Grezzana, Roverè Veronese, S. Martino Buon Albergo, Verona |
| 26                     | Affi, Bardolino, Brentino Belluno, Brenzone, Bussolengo, Caprino Veronese, Castelnuovo del Garda, Cavaion Veronese, Costermano, Dolcè , Ferrara di Monte Baldo, Fumane, Garda, Lazise, Malcesine, Marano di Valpolicella, Negrar, Pastrengo, Pescantina, Peschiera del Garda, Rivoli Veronese, San Pietro in Cariano, Sant'Ambrogio di Valpolicella, Sant'Anna d'Alfaedo, San Zeno di Montagna, Sona, Torri del Benaco                                                |
| 27                     | Bovolone, Concamarise, Erbè, Isola della Scala, Isola Rizza, Mozzecane, Nogarole Rocca, Oppeano, Palù, Povegliano Veronese, Ronco all'Adige, Salizzole, San Giovanni Lupatoto, Sommacampagna, Trevenzuolo, Valeggio sul Mincio, Vigasio, Villafranca di Verona, Zevio |
| 28                     | Albaredo d'Adige, Angiari, Bevilacqua, Bonavigo, Boschi Sant'Anna, Casaleone, Castagnaro, Cerea, Cologna Veneta, Gazzo Veronese, Legnago, Minerbe, Nogara, Pressana, Roverchiara, Roveredo di Guà, Sanguinetto, San Pietro di Morubio, Sorgà, Terrazzo, Veronella, Villa Bartolomea, Zimella |
| 29                     | Badia Polesine, Bagnolo di Po, Bergantino, Calto, Canda, Castelguglielmo, Castelmassa, Castelnovo Bariano, Ceneselli, Ficarolo, Fiesso Umbertiano, Fratta Polesine, Gaiba, Giacciano con Baruchella, Lendinara, Lusia, Melara, Occhiobello, Pincara, Salara, San Bellino, Stienta, Trecenta, Villanova del Ghebbo |
| 30                     | Arquà Polesine, Boara Pisani, Bosaro, Canaro, Ceregnano, Costa di Rovigo, Crespino, Frassinelle Polesine, Gavello, Guarda Veneta, Polesella, Pontecchio Polesine, Rovigo, San Martino di Venezze, Villadose, Villamarzana, Villanova Marchesana |
| 31                     | Adria, Ariano nel Polesine, Cavarzere, Chioggia, Contarina, Corbola, Donada, Loreo, Papozze, Pettorazza, Porto Tolle, Rosolina, Taglio di Po |

Questo assetto organizzativo rimase in vigore fino al 1994, tuttavia col passare del tempo subì un certo numero di modifiche. Con la Legge Regionale 32/1981 venivano modificati i confini delle ULS 5, 7, 8, 9, 19, 20, 21, 27, 31 e 32 e venivano create le USL 33, con i comuni di Erbè, Isola della Scala, Mozzecane, Nogarole Rocca, Povegliano Veronese, Sommacampagna, Trevenzuolo, Valeggio sul Mincio, Vigasio, Villafranca di Verona, 34, con i comuni di Altissimo, Arzignano, Brendola, Chiampo, Crespadoro, Gambellara, Montebello Vicentino, Montecchio Maggiore, Montorso, Nogarole Vicentino, San Pietro Mussolino, Zermeghedo e 35, con Asiago, Conco, Enego, Foza, Gallio, Lusiana, Roana, Rotzo. Con la Legge Regionale 2/1984 veniva previsto il restringimento dell'USL 16, che d'ora in avanti doveva comprendere il solo centro storico di Venezia e le isole della Laguna, la costituzione della nuova ULS 36, che si estendeva nella terraferma veneziana e includeva i vicini comuni di Marcon e Quarto d'Altino, e il trasloco di Mogliano Veneto alla ULS 10 di Treviso. La Legge Regionale 30/1989 prevedeva un'altra modifica territoriale delle USL 31, con il comune di Adria e il suo comprensorio, e 32, formata con i soli comuni di Chioggia e Cavarzere.

### 1994-2016
La Legge Regionale 56/1994 riduceva sostanzialmente il numero delle USL in Veneto, che passavano da trentasei a ventidue. Venivano create le Aziende Ospedaliere di Padova e Verona, strutture che furono staccate dall'Unità sanitaria del proprio territorio.
| Unità Sanitaria Locale | Comuni appartenenti |
| ---------------------- | --- |
| 1                      | Agordo, Alleghe, Auronzo di Cadore, Belluno, Borca di Cadore, Calalzo di Cadore, Canale d'Agordo, Castellavazzo, Cencenighe Agordino, Chies d'Alpago, Cibiana di Cadore, Colle Santa Lucia, Comelico Superiore, Cortina d'Ampezzo, Danta di Cadore, Domegge di Cadore, Falcade, Farra d'Alpago, Forno di Zoldo, Gosaldo, La Valle Agordina, Limana, Livinallongo del Col di Lana, Longarone, Lorenzago di Cadore, Lozzo di Cadore, Ospitale di Cadore, Perarolo di Cadore, Pieve d'Alpago, Pieve di Cadore, Ponte nelle Alpi, Puos d'Alpago, Rivamonte Agordino, Rocca Pietore, S.Nicolò di Comelico, San Pietro di Cadore, San Tomaso Agordino, San Vito di Cadore, Santo Stefano di Cadore, Sappada, Selva di Cadore, Soverzene, Taibon Agordino, Tambre, Vallada Agordina, Valle di Cadore, Vigo di Cadore, Vodo di Cadore, Voltago Agordino, Zoldo Alto, Zoppè di Cadore |
| 2                      | Alano di Piave Arsiè Cesio Maggiore Feltre Fonzaso Lamon Lentiai Mel Pedavena Quero San Gregorio nelle Alpi Santa Giustina Sedico Seren del Grappa Sospirolo Sovramonte Trichiana Vas |
| 3                      | Asiago Bassano del Grappa Campolongo sul Brenta Cartigliano Cassola Cismon del Grappa Conco Enego Foza Gallio Lusiana Marostica Mason Vicentino Molvena Mussolente Nove Pianezze Pove del Grappa Roana Romano d'Ezzelino Rosà Rossano Veneto Rotzo San Nazario Schiavon Solagna Tezze sul Brenta Valstagna |
| 4                      | Arsiero Breganze Caltrano Calvene Carrè Chiuppano Cogollo del Cengio Fara Vicentino Laghi Lastebasse Lugo di Vicenza Malo Marano Vicentino Monte di Malo Montecchio Precalcino Pedemonte Piovene Rocchette Posina Salcedo San Vito di Leguzzano Santorso Sarcedo Schio Thiene Tonezza del Cimone Torrebelvicino Valdastico Valli del Pasubio Velo d'Astico Villaverla Zanè Zugliano |
| 5                      | Alonte Altissimo Arzignano Brendola Brogliano Castelgomberto Chiampo Cornedo Vicentino Crespadoro Gambellara Grancona Lonigo Montebello Vicentino Montecchio Maggiore Montorso Vicentino Nogarole Vicentino Recoaro Terme San Pietro Mussolino Sarego Trissino Valdagno Zermeghedo |
| 6                      | Agugliaro Albettone Altavilla Vicentina Arcugnano Asigliano Veneto Barbarano Vicentino Bolzano Vicentino Bressanvido Caldogno Camisano Vicentino Campiglia dei Berici Castegnero Costabissara Creazzo Dueville Gambugliano Grisignano di Zocco Grumolo delle Abbadesse Isola Vicentina Longare Montegalda Montegaldella Monteviale Monticello Conte Otto Mossano Nanto Noventa Vicentina Orgiano Poiana Maggiore Pozzoleone Quinto Vicentino San Germano dei Berici Sandrigo Sossano Sovizzo Torri di Quartesolo Vicenza Villaga Zovencedo |
| 7                      | Cappella Maggiore Cison di Valmarino Codognè Colle Umberto Conegliano Cordignano Farra di Soligo Follina Fregona Gaiarine Godega di Sant'Urbano Mareno di Piave Miane Moriago della Battaglia Orsago Pieve di Soligo Refrontolo Revine Lago San Fior San Pietro di Feletto San Vendemiano Santa Lucia di Piave Sarmede Sernaglia della Battaglia Susegana Tarzo Vazzola Vittorio Veneto |
| 8                      | Altivole Asolo Borso del Grappa Caerano di San Marco Castelcucco Castelfranco Veneto Castello di Godego Cavaso del Tomba Cornuda Crespano del Grappa Crocetta del Montello Fonte Giavera del Montello Loria Maser Monfumo Montebelluna Nervesa della Battaglia Paderno del Grappa Pederobba Possagno Resana Riese Pio X San Zenone degli Ezzelini Segusino Trevignano Valdobbiadene Vedelago Vidor Volpago del Montello |
| 9                      | Arcade Breda di Piave Carbonera Casale sul Sile Casier Cessalto Chiarano Cimadolmo Fontanelle Gorgo al Monticano Istrana Mansuè Maserada sul Piave Meduna di Livenza Mogliano Veneto Monastier di Treviso Morgano Motta di Livenza Oderzo Ormelle Paese Ponte di Piave Ponzano Veneto Portobuffolé Povegliano Preganziol Quinto di Treviso Roncade Salgareda San Biagio di Callalta San Polo di Piave Silea Spresiano Treviso Villorba Zenson di Piave Zero Branco |
| 10                     | Annone Veneto Caorle Ceggia Cinto Caomaggiore Concordia Sagittaria Eraclea Fossalta di Piave Fossalta di Portogruaro Gruaro Jesolo Meolo Musile di Piave Noventa di Piave Portogruaro Pramaggiore San Donà di Piave San Michele al Tagliamento Santo Stino di Livenza Teglio Veneto Torre di Mosto |
| 11                     | San Marco, Castello, Sant'Elena Cannaregio Dorsoduro, Santa Croce, San Polo Giudecca, San Gerardo Lido, Malamocco, Alberoni Pellestrina, San Pietro in Volta Murano Burano Lido degli Europei |
| 12                     | Marcon Quarto d'Altino Venezia per i seguenti quartieri: Favaro Veneto Carpenedo Terraglio San Lorenzo XXV Aprile Zelarino, Cipressina, Trivignano Piave 1866 Chirignago, Gazzera Marghera, Catene Malcontenta |
| 13                     | Campagna Lupia Campolongo Maggiore Camponogara Dolo Fiesso d'Artico Fossò Martellago Mira Mirano Noale Pianiga Salzano Santa Maria di Sala Scorzè Spinea Stra Vigonovo |
| 14                     | Arzergrande Brugine Cavarzere Chioggia Codevigo Cona Correzzola Legnaro Piove di Sacco Polverara Pontelongo Sant'Angelo di Piove di Sacco |
| 15                     | Borgoricco Campo San Martino Campodarsego Campodoro Camposampiero Carmignano di Brenta Cittadella Curtarolo Fontaniva Galliera Veneta Gazzo Grantorto Loreggia Massanzago Piazzola sul Brenta Piombino Dese San Giorgio delle Pertiche San Giorgio in Bosco San Martino di Lupari San Pietro di Gù Santa Giustina in Colle Tombolo Trebaseleghe Vigodarzere Vigonza Villa del Conte Villafranca Padovana Villanova di Camposampiero |
| 16                     | Abano Terme Albignasego Cadoneghe Casalserugo Cervarese Santa Croce Limena Mestrino Montegrotto Terme Noventa Padovana Padova Ponte San Nicolò Rovolon Rubano Saccolongo Saonara Selvazzano Dentro Teolo Torreglia Veggiano |
| 17                     | Agna Anguillara Veneta Arquà Petrarca Arre Bagnoli di Sopra Baone Barbona Battaglia Terme Bovolenta Candiana Carceri Carrara San Giorgio Carrara Santo Stefano Cartura Casale di Scodosia Castel Baldo Cinto Euganeo Conselve Este Galzignano Terme Granze Lozzo Atestino Maserà di Padova Masi Megliadino San Fidenzio Megliadino San Vitale Merlara Monselice Montagnana Ospedaletto Euganeo Pernumia Piacenza d'Adige Ponso Pozzonovo Saletto San Pietro Viminario Sant'Elena Sant'Urbano Santa Margherita d'Adige Solesino Stanghella Terrassa Padovana Tribano Urbana Vescovana Vighizzolo d'Este Villa Estense Vò |
| 18                     | Arquà Polesine Badia Polesine Bagnolo di Pò Bergantino Boara Pisani Bosaro Calto Canaro Canda Castelguglielmo Castelmassa Castelnovo Bariano Ceneselli Ceregnano Costa di Rovigo Crespino Ficarolo Fiesso Umbertiano Frassinelle Polesine Fratta Polesine Gaiba Gavello Giacciano con Baruchella Guarda Veneta Lendinara Lusia Melara Occhiobello Pincara Polesella Pontecchio Polesine Rovigo Salara San Bellino San Martino di Venezze Stienta Trecenta Villadose Villamarzana Villanova del Ghebbo Villanova Marchesana |
| 19                     | Adria Ariano nel Polesine Contarina Corbola Donada Loreo Papozze Pettorazza Grimani Porto Tolle Rosolina Taglio di Pò |
| 20                     | Albaredo Arcole Badia Calavena Belfiore Bosco Chiesanuova Buttapietra Caldiero Castel d'Azzano Cazzano di Tramigna Cerro Veronese Cologna Veneta Colognola ai Colli Erbezzo Grezzana Illasi Lavagno Mezzane di Sotto Montecchia di Crosara Monteforte d'Alpone Pressana Roncà Roverè Veronese Roveredo di Guà San Bonifacio San Giovanni Ilarione San Martino Buon Albergo San Mauro di Saline Selva di Progno Soave Tregnago Velo Veronese Verona Veronella Vestenanova Zimella |
| 21                     | Angiari Bevilacqua Bonavigo Boschi Sant'Anna Bovolone Casaleone Castagnaro Cerea Concamarise Gazzo Veronese Isola Rizza Legnago Minerbe Nogara Oppeano Palù Ronco all'Adige Roverchiara Salizzole San Giovanni Lupatoto San Pietro di Morubio Sanguinetto Sorgà Terrazzo Villa Bartolomea Zevio |
| 22                     | Affi, Bardolino, Brentino Belluno, Brenzone, Bussolengo, Caprino Veronese, Castelnuovo del Garda, Cavaion Veronese, Costermano, Dolcè, Erbè, Ferrara di Monte Baldo, Fumane, Garda, Isola della Scala, Lazise, Malcesine, Marano di Valpolicella, Mozzecane, Negrar, Nogarole Rocca, Pastrengo, Pescantina, Peschiera del Garda, Povegliano Veronese, Rivoli Veronese, San Pietro in Cariano, San Zeno di Montagna, Sant'Ambrogio di Valpolicella, Sant'Anna d'Alfaedo, Sommacampagna, Sona, Torri del Benaco, Trevenzuolo, Valeggio sul Mincio, Vigasio, Villafranca di Verona |

La Legge Regionale 22/2001 stabilì che il comune di San Giovanni Lupatoto passasse dalla ASL 21 all'ASL 20.
Nel 2005 venne fondato l'Istituto Oncologico Veneto.
La Legge 22/2008 spostò i comuni di Codevigo, Correzzola, Legnaro, Piove di Sacco, Polverara, Pontelongo e Sant'Angelo di Piove di Sacco dall'ASL 14 all'ASL 16.

### Dal 2017
La Legge Regionale 19/2016 ridusse il numero delle Aziende sanitarie in Veneto a nove. Inoltre venne istituita l'Azienda Zero, con funzioni di Gestione Sanitaria Accentrata.
| Azienda Sanitaria                  | Ambito territoriale                                |
| ---------------------------------- | -------------------------------------------------- |
| Azienda ULSS n. 1 Dolomiti         | Provincia di Belluno                               |
| Azienda ULSS n. 2 Marca trevigiana | Provincia di Treviso                               |
| Azienda ULSS n. 3 Serenissima      | Provincia di Venezia (escluso il Veneto orientale) |
| Azienda ULSS n. 4 Veneto Orientale | Veneto orientale                                   |
| Azienda ULSS n. 5 Polesana         | Provincia di Rovigo                                |
| Azienda ULSS n. 6 Euganea          | Provincia di Padova                                |
| Azienda ULSS n. 7 Pedemontana      | Bassanese                                          |
| Azienda ULSS n. 8 Berica           | Provincia di Vicenza (escluso bassanese)           |
| Azienda ULSS n. 9 Scaligera        | Provincia di Verona                                |

## Ospedali
| Ospedale                                              | Classificazione DM70/2015              | Classificazione schede ospedaliere                                         | Pubblico/Privato accreditato |
| ----------------------------------------------------- | -------------------------------------- | -------------------------------------------------------------------------- | ---------------------------- |
| Azienda ospedaliera universitaria integrata di Verona | Presidio Ospedaliero di II livello     | Hub nazionale e regionale                                                  | Pubblico                     |
| Azienda Ospedale-Università Padova                    | Presidio Ospedaliero di II livello     | Hub nazionale e regionale                                                  | Pubblico                     |
| Istituto Oncologico Veneto                            |                                        | Hub nazionale e regionale                                                  | Pubblico                     |
| Ospedale di Treviso                                   | Presidio Ospedaliero di II livello     | Hub provinciale                                                            | Pubblico                     |
| Ospedale dell'Angelo                                  | Presidio Ospedaliero di II livello     | Hub provinciale                                                            | Pubblico                     |
| Ospedale San Bortolo                                  | Presidio Ospedaliero di II livello     | Hub provinciale                                                            | Pubblico                     |
| Ospedale di Belluno                                   | Presidio Ospedaliero di I livello      | Hub provinciale                                                            | Pubblico                     |
| Ospedale di Rovigo                                    | Presidio Ospedaliero di I livello      | Hub provinciale                                                            | Pubblico                     |
| Ospedale di Feltre                                    | Presidio Ospedaliero di I livello      | Spoke                                                                      | Pubblico                     |
| Ospedale di Conegliano e di Vittorio Veneto           | Presidio Ospedaliero di I livello      | Spoke                                                                      | Pubblico                     |
| Ospedale di Montebelluna e di Castelfranco            | Presidio Ospedaliero di I livello      | Spoke                                                                      | Pubblico                     |
| Ospedale di Mirano e di Dolo                          | Presidio Ospedaliero di I livello      | Spoke                                                                      | Pubblico                     |
| Ospedale di San Dona' e di Portogruaro                | Presidio Ospedaliero di I livello      | Spoke                                                                      | Pubblico                     |
| Ospedale di Camposampiero                             | Presidio Ospedaliero di I livello      | Spoke                                                                      | Pubblico                     |
| Ospedale di Cittadella                                | Presidio Ospedaliero di I livello      | Spoke                                                                      | Pubblico                     |
| Ospedale di Schiavonia                                | Presidio Ospedaliero di I livello      | Spoke                                                                      | Pubblico                     |
| Ospedale di Bassano                                   | Presidio Ospedaliero di I livello      | Spoke                                                                      | Pubblico                     |
| Ospedale di Santorso                                  | Presidio Ospedaliero di I livello      | Spoke                                                                      | Pubblico                     |
| Ospedale di Arzignano                                 | Presidio Ospedaliero di I livello      | Spoke                                                                      | Pubblico                     |
| Ospedale di Legnago                                   | Presidio Ospedaliero di I livello      | Spoke                                                                      | Pubblico                     |
| Ospedale di San Bonifacio                             | Presidio Ospedaliero di I livello      | Spoke                                                                      | Pubblico                     |
| Ospedale Civile di Venezia                            | Presidio Ospedaliero di I livello      | Spoke                                                                      | Pubblico                     |
| Ospedale di Chioggia                                  | Presidio Ospedaliero di I livello      | Spoke                                                                      | Pubblico                     |
| Ospedale di Adria                                     | Presidio Ospedaliero di I livello      | Spoke                                                                      | Pubblico                     |
| Ospedale di Piove di Sacco                            | Presidio Ospedaliero di I livello      | Spoke                                                                      | Pubblico                     |
| Ospedale di Villafranca                               | Presidio Ospedaliero di I livello      | Spoke                                                                      | Pubblico                     |
| Clinica Pederzoli                                     | Presidio Ospedaliero di I livello      | Spoke                                                                      | Privato accreditato          |
| Ospedale Sacro Cuore-Don Calabria di Negrar           | Presidio Ospedaliero di I livello      | Spoke                                                                      | Privato accreditato          |
| Ospedale di Oderzo                                    | Presidio Ospedaliero di base           | Base                                                                       | Pubblico                     |
| Ospedale di Noventa Vicentina                         | Presidio Ospedaliero di base           | Base                                                                       | Pubblico                     |
| Ospedale di Agordo                                    | Presidio Ospedaliero in zone disagiate | Base                                                                       | Pubblico                     |
| Ospedale di Pieve di Cadore                           | Presidio Ospedaliero in zone disagiate | Base                                                                       | Pubblico                     |
| Ospedale di Trecenta                                  | Presidio Ospedaliero in zone disagiate | Base                                                                       | Pubblico                     |
| Ospedale di Asiago                                    | Presidio Ospedaliero in zone disagiate | Base                                                                       | Pubblico                     |
| Ospedale di Valdagno                                  | Presidio Ospedaliero in zone disagiate | Base                                                                       | Pubblico                     |
| Ospedale di Cortina "Codivilla-Putti"                 | Presidio Ospedaliero in zone disagiate | Base                                                                       | Privato accreditato          |
| Casa di Cura "Santa Maria Maddalena"                  | Struttura integrativa della rete       | Presidio ospedaliero a valenza sul territorio aziendale                    | Privato accreditato          |
| Casa di Cura "Giovanni XXIII"                         | Struttura integrativa della rete       | Presidio ospedaliero a valenza sul territorio aziendale                    | Privato accreditato          |
| Casa di Cura "Madonna della Salute"                   | Struttura integrativa della rete       | Presidio ospedaliero a valenza sul territorio aziendale                    | Privato accreditato          |
| Ospedale San Camillo                                  | Struttura integrativa della rete       | Struttura Privata Accreditata integrativa della rete regionale ospedaliera | Privato accreditato          |
| Ospedale Villa Salus                                  | Struttura integrativa della rete       | Struttura Privata Accreditata integrativa della rete regionale ospedaliera | Privato accreditato          |
| Casa di Cura Policlinico San Marco                    | Struttura integrativa della rete       | Struttura Privata Accreditata integrativa della rete regionale ospedaliera | Privato accreditato          |
| Casa di Cura Anna Rizzola                             | Struttura integrativa della rete       | Struttura Privata Accreditata integrativa della rete regionale ospedaliera | Privato accreditato          |
| Casa di Cura Abano Terme                              | Struttura integrativa della rete       | Struttura Privata Accreditata integrativa della rete regionale ospedaliera | Privato accreditato          |
| Casa di Cura Villa Maria                              | Struttura integrativa della rete       | Struttura Privata Accreditata integrativa della rete regionale ospedaliera | Privato accreditato          |
| Casa di Cura Villa Berica                             | Struttura integrativa della rete       | Struttura Privata Accreditata integrativa della rete regionale ospedaliera | Privato accreditato          |
| Casa di Cura Eretenia                                 | Struttura integrativa della rete       | Struttura Privata Accreditata integrativa della rete regionale ospedaliera | Privato accreditato          |
| Casa di Cura Villa Santa Margherita                   | Struttura integrativa della rete       | Struttura Privata Accreditata integrativa della rete regionale ospedaliera | Privato accreditato          |
| Casa di Cura San Francesco                            | Struttura integrativa della rete       | Struttura Privata Accreditata integrativa della rete regionale ospedaliera | Privato accreditato          |
| Casa di Cura Villa Napoleon                           | Struttura monospecialistica            | Strutture monospecialistiche di riabilitazione psichiatrica                | Privato accreditato          |
| Casa di Cura Villa Santa Chiara                       | Struttura monospecialistica            | Strutture monospecialistiche di riabilitazione psichiatrica                | Privato accreditato          |
| Casa di Cura Parco dei Tigli                          | Struttura monospecialistica            | Strutture monospecialistiche di riabilitazione psichiatrica                | Privato accreditato          |
| Ospedale Villa Santa Giuliana                         | Struttura monospecialistica            | Strutture monospecialistiche di riabilitazione psichiatrica                | Privato accreditato          |
| Casa di Cura Trieste                                  | Struttura monospecialistica            | Struttura di riabilitazione                                                | Privato accreditato          |
| IRCCS "Medea"-Istituto "La Nostra Famiglia"           | Struttura monospecialistica            | Struttura di riabilitazione                                                | Privato accreditato          |
| IRCCS "San Camillo"                                   | Struttura monospecialistica            | Struttura di riabilitazione                                                | Privato accreditato          |
| Ospedale "San Raffaele Arcangelo-Fatebenefratelli"    | Struttura monospecialistica            | Struttura di riabilitazione                                                | Privato accreditato          |
| Casa di Cura "Città di Rovigo"                        | Struttura monospecialistica            | Struttura di riabilitazione                                                | Privato accreditato          |
| Casa di Cura "Centro riabilitativo veronese"          | Struttura monospecialistica            | Struttura di riabilitazione                                                | Privato accreditato          |
| Casa di Cura "Villa Garda"                            | Struttura monospecialistica            | Struttura di riabilitazione                                                | Privato accreditato          |
| Ospedale di Lamon                                     | Struttura monospecialistica            | Struttura di riabilitazione                                                | Pubblico                     |
| Ospedale di Jesolo                                    | Struttura monospecialistica            | Struttura di riabilitazione                                                | Pubblico                     |
| Ospedale di Motta di Livenza                          | Struttura monospecialistica            | Struttura di riabilitazione                                                | Pubblico                     |
| Ospedale di Marzana                                   | Struttura monospecialistica            | Struttura di riabilitazione                                                | Pubblico                     |
| Ospedale di Lonigo                                    | Struttura monospecialistica            | Struttura di riabilitazione                                                | Pubblico                     |
| Ospedale di Bovolone                                  | Struttura monospecialistica            | Struttura di riabilitazione                                                | Pubblico                     |
| Ospedale di Bussolengo                                | Struttura monospecialistica            | Struttura di riabilitazione                                                | Pubblico                     |
| Ospedale di Malcesine                                 | Struttura monospecialistica            | Struttura di riabilitazione                                                | Pubblico                     |
| Ospedale di Conselve                                  | Struttura monospecialistica            | Struttura di riabilitazione                                                | Pubblico                     |